# Discouraged Ones
Discouraged Ones, стилиз. как discøuraged ønes (с англ. — «Удручённые») — третий студийный альбом шведской метал-группы Katatonia, выпущенный 27 апреля 1998 года лейблом Avantgarde Music. Это единственный альбом Katatonia с участием басиста Микаэля Оретофта. Это также их последний релиз с участием Йонаса Ренксе на ударных; в будущих релизах он был ведущим вокалистом группы и играл на гитаре.
По словам Ренксе, по состоянию на 2001 год было продано около 20 000 копий Discouraged Ones.

## Предыстория и запись

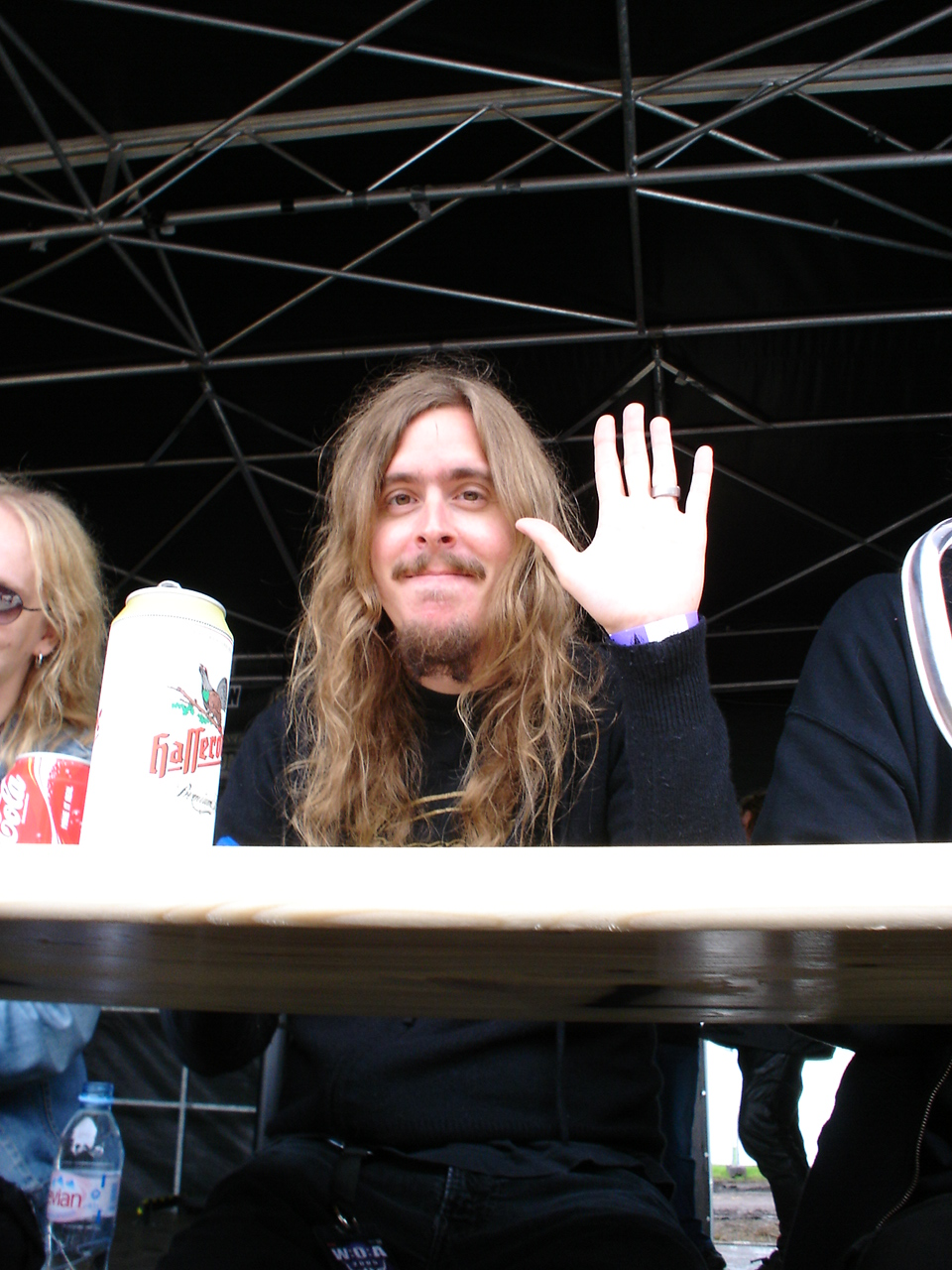
Микаэль Окерфельдт выступил сопродюсером вокала в альбоме.

После релиза альбома Brave Murder Day Микаэль Окерфельдт снова сменил Йонаса Ренксе на посту вокалиста, Микаэль Оретофт присоединился к группе в качестве басиста, а Андерс Нюстрём взял на себя клавишные вместе с гитарой. 
Летом 1997 года они записали новый альбом, музыка и тексты были написаны Нюстрёмом и Ренксе. Группа выступила продюсером Discouraged Ones, а Окерфельдт выступил сопродюсером вокала. 
Композиции «Saw You Drown» и «Nerve» появляются в мини-альбоме Saw You Drown, в то время как «Quiet World» была записана в 1997 на Sunlight Studio в ту же сессию записи, во время которой был записан мини-альбом Sounds of Decay, а «Scarlet Heavens» является записью 1994 года, которую было трудно найти и которая изначально была выпущена в сплит-альбоме Katatonia/Primordial 1996 года.

## Композиция и стиль
Альбом Katatonia в значительной степени оставил позади прежние влияния дум- и дэт-метала, но сохранил свой «мрачно-грустный» стиль и теперь также демонстрирует отсылки к готик-року. В Discouraged Ones больше нет гортанного вокала (гроулинг), Уильям Йорк из AllMusic слышит в чистом голосе Ренкса местами сходство с Робертом Смитом: 

На тот момент, как мы пришли в студию, я — как ни смешно это звучит — так и не успел написать ни одного текста, но, в то же время, ужасно не хотелось упускать шанса сделать что-нибудь многозначительное и хорошее. Ведь, понимаете, когда поёшь «чистым» голосом, так или иначе чувствуешь необходимость в нормальной лирике, ибо у людей есть возможность расслышать и воспринять каждое слово. Вот и пришлось постараться… Какие требования я предъявляю к собственным текстам? Хочу, чтобы они были просты для восприятия и, в то же время, неглупы. Ещё хочу, чтобы, в соответствии с названием альбома, в каждом из них звучало уныние и удручённость.— Йонас Ренксе.
В то время как Ренксе экспериментировал с чистым, мелодичным вокалом в сочетании с метал-инструментами ещё в 1994 году, записывая трек «Scarlet Heavens» (позже выпущенный в очень ограниченном количестве в виде сплита Katatonia/Primordial в 1996 году), группа в то время не чувствовала себя готовой к такому звучанию. Однако после релизов 1997 года, желая создавать более эмоциональную и развивающуюся музыку, группа решила двигаться в этом направлении. Первым из упомянутых релизов стал мини-альбом Saw You Drown, выпущенный в начале 1997 года, в который также вошла первая широкая версия песни «Scarlet Heavens».
В дополнение к меланхоличным вокальным мелодиям можно услышать несколько столь же меланхоличных гитарных партий и, в частности, множество тяжёлых риффов, которые, как и часто медленные ритмы, в целом минималистичны и имеют повторяющуюся аранжировку.

## Выпуск
Альбом был выпущен Avantgarde Music на компакт-диске и пластинке, а в 2007 году на лейбле Peaceville Records была выпущена обновлённая версия с бонусными треками.

### История выпуска
| Год  | Регион           | Лейбл                     | Формат | Каталог         |
| ---- | ---------------- | ------------------------- | ------ | --------------- |
| 1998 | Европейский союз | Avantgarde                | CD     | AV029           |
| 2004 | Россия           | Irond                     | CD     | IROND CD 04-731 |
| 2005 | Южная Корея      | Woongjin Entech Co., Ltd. | CD     | WPOC-0037       |
| 2007 | Великобритания   | Peaceville                | CD     | CDVILED155      |
| 2007 | Аргентина        | Icarus                    | CD     | ICARUS 253      |
| 2007 | Россия           | Союз Мьюзик               | CD     | CDVILED 155     |
| 2013 | Великобритания   | Peaceville                | LP     | VILELP472       |
| 2021 | Бразилия         | Mindscrape                | CD     | MIND 039-CD     |

## Отзывы критиков
| Оценки критиков     | Оценки критиков |
| Источник            | Оценка          |
| ------------------- | --------------- |
| AllMusic            | [ 7 ]           |
| Chronicles of Chaos | 9/10            |

Альбом был положительно воспринят музыкальной прессой. Уильям Йорк из AllMusic хвалит «тонкие мелодии, минималистичные ритмы и чрезвычайно меланхоличное настроение». В Rock Hard Discouraged Ones был охарактеризован как «опыт прослушивания 1А, полный меланхолии, печали и мрачности», который «принёс группе много симпатий и позволил ей сделать огромный шаг вперёд». Янник Ленгкик из metal1.info подводя итог, написали следующее: «Хотя Katatonia, возможно, создала более значительные, более острые и более многослойные работы, этот альбом по-прежнему остаётся одним из её самых важных как никто другой; это свидетельствует о том, какие творческие и одарённые музыканты умеют подсластить такой серый дождливый день».

## Список композиций
Слова и музыка всех песен — Йонас Ренксе и Андерс Нюстрём (за исключением отмеченных).
| №                   | Название            | Длительность |
| ------------------- | ------------------- | ------------ |
| 1.                  | «I Break»           | 4:24         |
| 2.                  | «Stalemate»         | 4:21         |
| 3.                  | «Deadhouse»         | 4:37         |
| 4.                  | «Relention»         | 3:39         |
| 5.                  | «Cold Ways»         | 5:22         |
| 6.                  | «Gone»              | 2:49         |
| 7.                  | «Last Resort»       | 4:37         |
| 8.                  | «Nerve»             | 4:32         |
| 9.                  | «Saw You Drown»     | 5:04         |
| 10.                 | «Instrumental»      | 2:52         |
| 11.                 | «Distrust»          | 4:57         |
| Общая длительность: | Общая длительность: | 46:49        |

| №                   | Название            | Автор(ы)                                                    | Длительность |
| ------------------- | ------------------- | ----------------------------------------------------------- | ------------ |
| 12.                 | «Quiet World»       | Андерс Нюстрём, Йонас Ренксе, Фред Норрман, Микаэль Оретофт | 4:39         |
| 13.                 | «Scarlet Heavens»   |                                                             | 10:26        |
| Общая длительность: | Общая длительность: | Общая длительность:                                         | 62:24        |

## Участники записи
| Katatonia - Йонас Ренксе — вокал, гитара, ударные - Андерс Нюстрём — бэк-вокал, гитара, клавишные - Фред Норрман — гитара - Микаэль Оретофт — бас-гитара Приглашённые музыканты - Микаэль Окерфельдт — бэк-вокал, вокальный продюсер | Производственный персонал - Томас Скогсберг — звукоинженер, сведение - Фред Эстби — звукоинженер - Дэвид Кастильо — ремастеринг Художественное оформление - Pressens Bild — фотография - Том Мартинсен — фотография, цифровой дизайн - Мария Винснс — фотография - reesycle.com — вёрстка |